# Остров Жохова
О́стров Жо́хова (якут. Жохов арыыта) — остров в группе островов Де-Лонга в Восточно-Сибирском море, в составе Новосибирских островов. Административно входит в состав Якутии.

## География
Расположен в северо-западной части Восточно-Сибирского моря в северо-восточной части Новосибирских островов в юго-западной части островов Де-Лонга. Ближайшие острова: Новая Сибирь — в 120 километрах к юго-западу, Вилькицкого — в 40 километрах к юго-востоку, Беннетта — в 102 километрах к северо-западу. От материковой Якутии остров Жохова удалён на 440 километров.
Имеет слегка вытянутую, расширяющуюся к северу форму длиной 11 километров от северо-западного мыса Высокого до юго-восточного мыса Таймыр и шириной от 4 километров в южной части до 10 километров от мыса Западного до мыса Галечного в северной. Площадь острова — 58 км². На острове находятся две возвышенности, холмы-останцы вулканического происхождения, высотой 121 метр в северо-восточной части — гора Конусная, и 123 метра в центре — наивысшая точка острова. С возвышенностей к побережью стекает множество небольших безымянных ручьёв. Берега острова ровные, на востоке и юге — пологие, на западе и северо-западе — с обрывами от 6 до 18 метров. На острове Жохова находятся три озера-лагуны, два небольших озера глубиной не более 2 метров всего в нескольких метрах от южного побережья и одно относительно крупное, глубиной до 11,5 метров, отделённое от моря узкими песчано-галечными косами у северо-западного берега в районе мыса Галечного. Глубина моря вокруг острова составляет 10-20 метров.

## Геология
Сложен по большей части щелочными ультраосновными породами и оливиновыми базальтами с примесями ксенолитов известняков каменноугольного возраста и мантийных пород. Формирование острова происходило 10-20 млн лет назад. В ходе геологических работ 2000—2006 годов на острове были обнаружены минералы мирабилит, гипс, апатит, гранат, циркон, роговая обманка и другие.

## Флора и фауна
Растительность острова — типичная тундровая. На прибрежных скалах расположены птичьи базары, гнездятся кайры, чистики, чайки и бургомистры. Из животных на острове встречаются заходящие с материка песцы и белые медведи.

## История
Остров Жохова был обнаружен в 1914 году гидрографической экспедицией Бориса Вилькицкого, совершившей первое сквозное плавание по Северному морскому пути, на судах «Вайгач» и «Таймыр». Приблизительно около года после открытия остров оставался безымянным, обозначенным на картах датой открытия — «27/VIII». Впоследствии острову было присвоено имя Новопашенного, в честь командира «Вайгача» Петра Алексеевича Новопашенного. Однако, после того, как в июле 1919 года Пётр Новопашенный бежал из Петрограда и присоединился к Северо-Западной армии Юденича, остров был переименован. Своё новое имя — остров Жохова, остров получил в память о вахтенном начальнике лейтенанте А. Н. Жохове, открывшем в своё время другой из островов Де-Лонга — остров Вилькицкого и погибшего в ходе зимовки 1915 года.
Леонид Михайлович Старокадомский — судовой врач парохода «Таймыр», вспоминал историю переименования острова в своей книге «Экспедиция Северного Ледовитого океана»:
Сначала остров получил наименование Новопашенного. Это название было обозначено на карте. Впоследствии, когда бывший командир «Вайгача» Новопашенный изменил Родине и эмигрировал за границу, в Гидрографическом управлении вспомнили, что соседний остров Вилькицкого замечен впервые вахтенным начальником лейтенантом Жоховым. Остров Новопашенного был переименован в остров Жохова, этим почтили память офицера, умершего в 1915 году во время зимовки экспедиции
В 1955 году на острове вступила в строй одноимённая полярная станция и действующая при станции база. Был обустроен ледовый аэродром. В 1993 году финансирование полярной станции прекратилось, и она была закрыта. В наше время станция и аэродром используются как перевалочный пункт для туристических экспедиций, в том числе, и на северный полюс. Для туристов на станции оборудованы места отдыха.

### Жоховская стоянка
Обнаруженные на острове Жохова археологические находки — стоянка древних охотников, свидетельствуют о присутствии здесь людей ещё 8 тыс. лет назад. Данные археологические находки являются уникальными по расположении в высоких широтах. Севернее древний человек не основывал постоянных стоянок (более северные стоянки выявлены в Гренландии, но они значительно моложе).
В те времена остров был частью материковой суши. В поселении постоянно проживало от 25 до 50 человек. Практиковался круглогодичный промысел северного оленя и промысел белого медведя в зимний период. Найдены доказательства постоянного употребления в пищу мяса белого медведя. Нигде в мире такой культуры поедания мяса белого медведя больше не отмечено, в этом плане стоянка на острове Жохова также представляется уникальной.
Генетически жители стоянки имели западно-евразийское происхождение. Предки этих людей пришли в данное место из Западной Сибири или с Урала. У обитателей Жоховской стоянки определена митохондриальная гаплогруппа K (распространена среди чувашей, 18%, вокруг Альп и на Британских островах — около 10% населения, а также среди ближневосточных народов) и, предположительно, определены гаплогруппы W (наибольшая концентрация в наше время — на севере Пакистана) и V (современное распространение — саамы, пасьего). В дальнейшем генетическая линия этих людей в местном северном населении не обнаружена, что свидетельствует о закрытости данного этноса от чужаков.
При раскопках в 2015 году были обнаружены останки собак, изучив которые учёные сделали открытие — уже 9 тысяч лет назад на данном острове занимались выведением породистых ездовых собак, очень близких к стандарту сибирской лайки, вплоть до 25 кг. Найденные останки свидетельствуют о целенаправленной многолетней работе с породой, найдены останки как зрелых, так и старых собак. За стареющими собаками люди ухаживали до последнего, не позволяя собакам умирать от голода. У жоховских собак, живших 7,8–8 тыс. л. н., генетиками определена митохондриальная гаплогруппа A. ДНК собак с острова Жохова похожа на ДНК древних собак, найденных в районе озера Байкал (Baikal dogs), в Северной Америке и на мезолитической стоянке Веретьё (Каргопольский район Архангельской области), а также на ДНК современных новогвинейских поющих собак.
В дальнейшем были найдены нарты, свидетельствующие о том, что собак использовали как ездовых. Также есть основания полагать, что часть особо крупных лаек помогала в охоте на медведей.
Обитатели стоянки 9 тыс. л. н. привозили обсидиан с берегов озера Красное на Чукотке.

## В культуре
В фильме «Доктор Стрейнджлав, или Как я перестал бояться и полюбил бомбу» (1964) режиссёра Стэнли Кубрика остров Жохова упоминается как место, где, по данным американской разведки, Советский Союз ведёт разработку секретного оружия Судного дня «под арктическими вершинами островов Жохова».
В фильме Георгия Данелия «Осенний марафон» зять и дочь главного героя фильма Бузыкина уезжают в командировку на этот остров.
В процессе подготовки к съёмкам фильма «Путь к причалу» Георгий Данелия побывал на острове Жохова. В своей книге «Безбилетный пассажир» Данелия говорит об острове следующее:

«К концу первого месяца плавания во льдах пробились до острова Жохова (это около семьдесят пятого градуса северной широты). До нас два года ледовая обстановка не позволяла к нему подойти. Продукты полярникам сбрасывали с самолета. Как-то раз сбросили замороженную тушу коровы. Туша ударилась о лёд, разбилась на мелкие кусочки, и осколком ранило собаку.
И здесь первыми на берег прибежали собаки.
Матросы, как всегда, привезли кастрюлю с горячим борщом, вылили на снег — образовалась лунка вроде миски. Собаки стали лакать. Потом на вездеходе приехали полярники. Выяснили, что пятьдесят кабельтовых кончаются под обрывом, залезли в машину и стали ждать продуктов. А потом появились два белых медведя-подростка. Спустились с обрыва и пошли к «миске». Собаки поджали хвосты и отбежали метров на двадцать. Медведи неторопливо ели, а собаки возмущенно лаяли. Боцман сжалился над собаками и по рации велел привезти ещё кастрюлю борща.
А потом прибежал лохматый щенок. Он не мог спуститься и, жалобно повизгивая, бегал туда-сюда. Один из медведей неторопливо поднялся наверх и легонько дал щенку лапой под зад. Щенок кубарем скатился с обрыва на снег, отряхнулся, подбежал к лунке и стал быстро лакать борщ. Второй медведь покосился на него, но смолчал. Первый медведь вернулся и тоже стал есть. Когда он выловил из лунки кусок мяса, щенок подпрыгнул и попытался вытащить у медведя кусок прямо из пасти. Медведь уступил.
Привезли еще борщ, сделали еще одну «миску». Медведи тут же разделились, один остался у старой, другой пошел к новой. А щенок бегал и ел то из одной, то из другой. А неподалёку сидели и смотрели на это грустные голодные собаки.

А мы таскали грузы. Я был простужен, температурил, и очень хотелось пить. Неподалёку, возле чума, стояла чукчанка с ребёнком на руках, без шубы, в одном платье — у них же лето. А мы все в тёплых куртках и в шапках. Я поднялся и попросил у нее попить. Она вынесла мне стакан мутной тёплой воды (растопленный лед), и отдельно на тарелочке — кусочек заплесневелого чёрного хлеба, а на нем маленький кусочек сахара. А ведь им два года ничего не привозили, она, наверное, отдала мне последнее»…— Георгий Данелия
В 2002 году вышел документальный фильм режиссёра Андрея Головнёва о совместной Русско-Американской экспедиции на Остров Жохова. В фильме были задокументированы раскопки памятника каменного века, оставленного 8 тысяч лет назад древними охотниками на белых медведей.

## Топографические карты
- Лист карты T-56-XXXI,XXXII,XXXIII. Масштаб: 1 : 200 000. Состояние местности на 1957 год.